# Kansas City (brano musicale)
Kansas City è un brano musicale R&B scritto dal duo di cantautori e produttori statunitensi Jerry Leiber e Mike Stoller nel 1952.

## Versioni
Il brano è stato inciso per la prima volta nello stesso anno da Little Willie Littlefield, ma ha raggiunto il successo nella versione di Wilbert Harrison del 1959.
Nel 1959 anche Little Richard ha inciso il brano, che tuttavia aveva anch'egli registrato nel 1955 a Los Angeles.
Un'altra versione è quella dei Beatles, che hanno rifatto la versione di Little Richard come medley insieme a un altro brano dello stesso artista, ossia Hey-Hey-Hey-Hey! e nel 1964 l'hanno inserita nel loro album Beatles for Sale, prodotto da George Martin. La canzone è anche presente nella raccolta statunitense Beatles VI e in alcuni album dal vivo della band britannica.
James Brown ha realizzato una sua versione di Kansas City nel 1967.
Altre cover del brano sono state eseguite e incise da Bill Haley & His Comets (1960), Brenda Lee (per l'album All the Way del 1961), Peggy Lee (1962), Trini Lopez (1963), Jan & Dean (1963), Dion DiMucci (1961), Fats Domino (1964), Sammy Davis Jr. (1964), The Everly Brothers (1965), Tom Jones (1966), Albert King (1967), Muddy Waters (1979) e Dean Reed (1980).